# Guillaume Guindey
Pour les articles homonymes, voir Guindey.
Guillaume Guindey, né le 19 juin 1909 à Évreux (Eure) et mort le 11 mars 1989 à Paris 7e, est un haut-fonctionnaire et essayiste français.
Il fut notamment directeur des finances extérieures (FINEX), directeur de la Banque des règlements internationaux (BRI) et membre de l'Académie des sciences morales et politiques.

## Biographie

### Jeunesse et études
Guillaume Guindey est né en 1909 à Évreux dans une famille de notables. Son père, Claude Guindey, est sous-préfet ; son grand-père, Anatole Guindey, fut sénateur et maire d'Évreux. Guillaume Guindey perd très jeune son père qui, fait sous-lieutenant, meurt au combat dès la première phase de la Première Guerre mondiale en septembre 1914). Après la mort de son père, il est élevé dans la famille de sa mère, au château de Trangis. 
Élève brillant, il est admis en 1927 à l'École normale supérieure après une seule année de classes préparatoires littéraires. Il est proche de Simone Weil dès l'année de khâgne. Il s'engage avec elle en faveur des défavorisés, notamment en donnant des cours dans les quartiers populaires.
Il restera marqué par l'enseignement d’Émile Chartier (le philosophe Alain), mais n'appartient au premier cercle des « chartieristes ». Il devance l'appel en effectuant son service militaire dès 1929 et prépare à l'École libre des sciences politiques le concours de l'Inspection générale des finances où il est reçu major en 1932.

### Carrière de haut fonctionnaire[8]
Dès le lendemain des accords de Munich, il juge, comme Raymond Aron, son aîné de peu à l'ENS, la guerre inévitable et estime que le pacifisme ne peut être une réponse aux enjeux de l'époque. Il exprime publiquement son hostilité à l'armistice et entretient des rapports difficiles avec le régime de Vichy jusqu'à son départ pour Alger, sous un faux nom, immédiatement après le débarquement allié en 1942. Il est chargé par le gouvernement provisoire des questions internationales au sein du commissariat aux finances.
Auréolé du prestige acquis à Alger, il est chargé des finances extérieures à la Libération puis il prend en 1946 la tête de la toute nouvelle direction des finances extérieures (FINEX) dont la mission est de restaurer la crédibilité financière de la France à l'international. Il reste à ce poste jusqu'en 1953, date à laquelle il démissionne, en raison d'un désaccord avec Antoine Pinay, ministre de l'économie, qui ne soutient pas sa proposition de dévaluation monétaire.
Pour Guindey, la France doit s'inscrire dans le mouvement de libéralisation des échanges. Libéral et pragmatique, Guindey est selon Michel Margairaz la figure centrale du groupe des austéro-libéraux groupe de hauts fonctionnaires, qu'il oppose aux austéro-protecteurs. « Nous étions guidés par l'idée que la libération des échanges, la concurrence,  l'ouverture des frontières, étaient indispensables à l'aération de l'économie française, trop longtemps étouffée » dira plus tard Guillaume Guindey.
Entre 1958 et 1973, il est directeur général de la banque des règlements internationaux, à Bâle, banque centrale des banques centrales.
Il est président du conseil d'administration de la compagnie internationale des wagons lits entre 1972 et 1981.
Entre 1972 et 1979, il préside la société financière pour l'expansion des télécommunications.
À sa mort, Le Monde évoque « une grande carrière incomplète » car « il [aurait été] [...] entendu, parmi ceux qui savaient, que le poste de gouverneur de la Banque de France lui reviendrait. Le pouvoir politique le lui avait promis. Mais le parfait gentleman était incapable de la moindre démarche en sa propre faveur ».

### Publications, influence et travaux théoriques
Parallèlement à son parcours de haut fonctionnaire, il poursuit son œuvre intellectuelle et publie plusieurs ouvrages, en matière économique et financière ainsi que dans le domaine philosophique.
Économiste influent, il fut, avec Jacques Rueff, un des inspirateurs de la politique monétaire internationale du général de Gaulle: rapatriement des réserves de change en or de la France et remise en cause du rôle particulier des États-Unis dans le système de l'étalon de change or (orientations résumées dans la conférence de presse du général de Gaulle du 4 février 1965). 
En 1968, Théologie d'un laïc démontre comment sa foi catholique se concilie avec la tradition intellectuelle kantienne à laquelle il est attaché.
En 1974, dans Le drame de la pensée dialectique, Hegel, Marx, Sartre, il traite des risques inhérents au courant de pensée qui domine alors la vie intellectuelle française. 
Il est élu à l'Académie des sciences morales et politiques en 1979.

## Œuvres
- Trajectoire (1984)
- Aron et le système monétaire international (1984)
- La banque des règlements internationaux (1982)
- Notice sur la vie et les travaux de Jacques Rueff (1980)
- Vingt-et-une questions sur le capitalisme (1978)
- Le Drame de la pensée dialectique, Hegel, Marx, Sartre (1974)
- Mythes et réalités de la crise monétaire internationale (1973)
- Théologie d’un laïc, préface de Jean-Marie Paupert (1968)
- La Réforme du système monétaire international (1966)
- Sous le pseudonyme « Bernard Baudry » :
  - Point de vue sur l'Occident, Paris, La Table ronde, 1958 (BNF 31775578).
  - Euro-America, Paris, Plon, 1962 (BNF 33035585)

## Prix
- Prix Bordin 1975[15]
- Prix d'Académie 1985